# Linha 4 do Metrô de Lima
A Linha 4: Carmen de la Legua ↔ Gambeta é uma das linhas em construção do Metrô de Lima.